# Championnat des Seychelles de football 2017
Navigation
Saison précédente Saison suivante
La saison 2017 de Barclays First Division est la trente-huitième édition de la première division seychelloise. Les douze équipes engagées s'affrontent en matchs aller et retour au sein d'une poule unique. À la fin du championnat, le dernier du classement est relégué tandis que le onzième doit affronter le vice-champion de D2 en barrage de promotion-relégation.
C'est le club de Saint-Louis Suns FC qui remporte la compétition cette saison après avoir terminé en tête du classement final, avec cinq points d'avance sur le tenant du titre, Côte d'Or FC et douze sur La Passe FC. Il s'agit du quatorzième titre de champion des Seychelles de l'histoire du club, qui réalise le doublé en s'imposant en finale de la Coupe des Seychelles face à Anse Réunion FC.

## Les équipes participantes
- Anse Réunion FC
- Saint-Michel United
- La Passe FC
- Light Stars FC
- Northern Dynamo
- Saint-Louis Suns FC
- Revengers FC
- Foresters Mont Fleuri FC
- Red Star Defence Forces - Promu de D2
- Saint-John Bosco FC
- Côte d'Or FC
- The Lions Cascades FC

## Compétition

### Classement
Le classement est établi sur le barème de points classique (victoire à 3 points, match nul à 1, défaite à 0).
| Rang | Équipe                   | Pts | J  | G  | N | P  | Bp | Bc | Diff |
| ---- | ------------------------ | --- | -- | -- | - | -- | -- | -- | ---- |
| 1    | Saint-Louis Suns FCC     | 54  | 22 | 17 | 3 | 2  | 48 | 14 | +34  |
| 2    | Côte d'Or FCT            | 49  | 22 | 15 | 4 | 3  | 62 | 23 | +39  |
| 3    | La Passe FC              | 42  | 22 | 13 | 3 | 6  | 56 | 39 | +17  |
| 4    | Saint-Michel United      | 35  | 22 | 10 | 5 | 7  | 45 | 36 | +9   |
| 5    | Northern Dynamo          | 32  | 22 | 10 | 2 | 10 | 38 | 33 | +5   |
| 6    | Light Stars FC           | 30  | 22 | 8  | 6 | 8  | 37 | 31 | +6   |
| 7    | The Lions Cascades FC    | 30  | 22 | 8  | 6 | 8  | 28 | 35 | -7   |
| 8    | Anse Réunion FC          | 27  | 22 | 8  | 3 | 11 | 18 | 34 | -16  |
| 9    | Red Star Defence ForcesP | 22  | 22 | 6  | 4 | 12 | 30 | 47 | -17  |
| 10   | Foresters Mont Fleuri FC | 21  | 22 | 4  | 9 | 9  | 25 | 36 | -11  |
| 11   | Revengers FC             | 20  | 22 | 6  | 2 | 14 | 27 | 51 | -24  |
| 12   | Saint-John Bosco FC      | 8   | 22 | 1  | 5 | 16 | 22 | 57 | -35  |

| Légende : Qualifications et relégations | Légende : Qualifications et relégations                                                     |
| --------------------------------------- | ------------------------------------------------------------------------------------------- |
|                                         | Qualification pour la Ligue des champions de la CAF 2018                                    |
|                                         | Qualification pour la Coupe de la confédération 2018                                        |
|                                         | Participation au barrage de promotion-relégation                                            |
|                                         | Relégation directe en deuxième division                                                     |
|                                         | T : Tenant du titre P : Promu de deuxième division C : Vainqueur de la Coupe des Seychelles |

### Barrage de promotion-relégation
Le 11e de First Division affronte le vice-champion de Division Two pour déterminer le club disputant le championnat la saison prochaine. Le barrage se déroule sous forme d'un match unique.
| Équipe 1     | Résultat | Équipe 2       |
| ------------ | -------- | -------------- |
| Revengers FC | 3 - 2    | (D2) Glacis FC |

- Les deux clubs se maintiennent au sein de leur championnat respectif.

## Bilan de la saison
| Championnat des Seychelles de football 2017 |                                 |
| Champion                                    | Saint-Louis Suns FC (14e titre) |
| Coupes et trophées                          |                                 |
| Vainqueur de la Coupe des Seychelles 2017   | Saint-Louis Suns FC             |
| Qualifications continentales                |                                 |
| Ligue des champions de la CAF 2018          | Saint-Louis Suns FC             |
| Coupe de la confédération 2018              | Anse Réunion FC                 |
| Promotions et relégations                   |                                 |
| Promus en Barclays First Division           | Au Cap FC                       |
| Relégués en Division Two                    | Saint-John Bosco FC             |